# Shōgō Kuniba
Det här är en artikel om en person med japanskt personnamn; Kuniba är familjenamnet.
Kuniba Shōgō (japanska: 国場 将豪?), född 5 februari 1935, död 14 juli 1992, var en japansk utövare och instruktör av karate och Sōke för stilen Motobu-ha Karate-dō inom grundskolan Shitō-ryū.

## Unga år
Kuniba var adoptivson till sin biologiske farbror, Kokuba Kōsei, som började träna sonen från det han var fem år gammal.  Från 1943 blev det i Kokubas nystartade dōjō Seishin-Kan i Osaka, som Kuniba med åren kom att lära sig flera olika budō-tekniker från många av dagens mästare, bland andra: 
- Mabuni Kenwa	-     Shitō-ryū karate
- Kokuba Kōsei	-     Motobu-ha Karate-dō
- Itō Asakichi 	-     jūdō
- Ishii Gogetsu   -     Mugai-ryū, iaidō
- Shōshin Nagamine -    Shōrin-ryū karate
- Kenko Nakaima  -      Kobudō
- Kosha Shojin   -      Bō och nunchaku
- Junko Yamaguchi -     Tonfa
- Shioda Gozo    -      aikidō
- Ryusei Tomoyori -     Kenyu-ryū karate

## Sōke
Vid 24 års ålder blev Kuniba Shōgō det yngsta överhuvudet, Sōke i det japanska karatesystemet, då han tog över den stil som hans avlidne adoptivfar (Kōsei Kokuba) hade ärvt från Motobu Chōki.  På så vis blev han nr 3 (Sandai) Sōke för Ryūkyū Motobu-ha Karate dō , där  Motobu Chōki var nr 1 (Shodai) Sōke och Kosei Kokuba var nr 2 (Nidai) Sōke. Först från 1970 fick Kuniba ta över det administrativa ansvaret för organisationen Seishinkai med säte i Seishin-Kan.
Kuniba kom att integrera sina insikter i aikido, jūjutsu, jūdō med flera traditionella skolor i vad han kallade "Motobu-ha Shitō-ryū", för vilken han således blev förste shodai Sōke.  Enligt International Seishinkai Karate Union webbplats, så blev Shōgō Kuniba, Sōke 1973 tilldelad rangen 8:e Dan (Hachidan) såväl i Karate-dō, Iaido, Kobudō som Goshin Budō. Dessa olika grunder bidrog och på dem skapade han inom Kuniba-ryū såväl en ny självförsvarsstil, Goshindō som en iaidō-variant av Mugai-ryū och viss Ryukyu kobujutsu.

## USA
Kuniba Sōke lämnade Japan 1983 och flyttade centralkontoret för Motobu-ha Shitō-ryū Karate-do till Portsmouth, Virginia.  När Kuniba Sōke avled 1992, splittrades de organisationer, som han hade lett, i oenighet kring ledarskapet. Seishinkai fick en ny ordförande, som dock dog 7 år senare. Kunibas dōjō i USA separerade från Seishinkai och blev oberoende. Seishinkai upplöstes snart som organisation i Japan. Samma år bildade Shōgō Kunibas båda söner, Kosuke Kuniba och Kōzō Kuniba, Nihon Karate-do Kuniba-kai, som noteras av Japan Karate-dō Federation (JKF) som Motobu-ha Shito-ryu.

### Svensk filial
I Svenska Kuniba Kai finns Wakajishi karateklubb på Södermalm i Stockholm som utlöpare till stilorganisationen Kuniba Kai International med Ky Buon Tang som instruktör och Renshi.